# Florencio Amarilla
Florencio Amarilla Lacasa (Coronel Bogado, Paraguay, 3 de enero de 1935-Vélez-Rubio, España, 25 de agosto de 2012) fue un futbolista paraguayo. Jugaba en la posición de extremo izquierdo.

## Trayectoria
Se dio a conocer en el Club Nacional de Asunción. Tras disputar la Copa Mundial de Fútbol de 1958 en Suecia fue contratado por el Real Oviedo de la Primera División de España, donde jugó tres temporadas. También jugó en la temporada 1961-62 en el Elche CF.
En la temporada 67-68 fichó por el C.D. Almería, donde se retiró y estableció definitivamente su residencia. Más tarde, comenzó una intensa carrera como entrenador que le llevó a dirigir a los principales clubes de la provincia de Almería.
Entre ellos a la Peña Deportiva Garrucha en su ascenso y periplo de dos años en la tercera división de España
Por casualidad, el cine se cruzó en su camino y encontró su segunda vocación. Trabajó como figurante y actor de reparto en numerosas películas que se rodaron en escenarios almerienses, algunas tan importantes como ‘100 rifles’, ‘Shalako’, ‘El Cóndor’, ‘Patton’, ‘Sol rojo’ o ‘Conan, el bárbaro’.

## Clubes
| Club         | País     | Año       |
| ------------ | -------- | --------- |
| Nacional     | Paraguay | 1953-1958 |
| Club Olimpia | Paraguay | 1958      |
| Real Oviedo  | España   | 1958-1961 |
| Elche        | España   | 1961-1962 |
| Constancia   | España   | 1962-1964 |
| L'Hospitalet | España   | 1964-1965 |
| Almería      | España   | 1967-1970 |

## Selección nacional
Fue internacional con la Selección de fútbol de Paraguay. Con ésta disputó la Copa Mundial de 1958 celebrada en Suecia. En el primer partido de la primera fase, que enfrentó a Paraguay con Francia, Amarilla marcó dos de los tres goles de su equipo, aunque acabó perdiendo por 7:3.

### Participaciones en Copas del Mundo
| Mundial                        | Sede   | Resultado    | Partidos | Goles |
| ------------------------------ | ------ | ------------ | -------- | ----- |
| Copa Mundial de Fútbol de 1958 | Suecia | Primera fase | 3        | 2     |

### Goles en la selección
| Goles con la Selección de Paraguay | Goles con la Selección de Paraguay | Goles con la Selección de Paraguay | Goles con la Selección de Paraguay | Goles con la Selección de Paraguay | Goles con la Selección de Paraguay | Goles con la Selección de Paraguay | Goles con la Selección de Paraguay | Goles con la Selección de Paraguay |
| Resultados                         | Resultados                         | Resultados                         | Resultados                         | Lugar                              | Estadio                            | Fecha                              | Tipo                               | Goles                              |
| ---------------------------------- | ---------------------------------- | ---------------------------------- | ---------------------------------- | ---------------------------------- | ---------------------------------- | ---------------------------------- | ---------------------------------- | ---------------------------------- |
| Paraguay                           | 2                                  | 1                                  | Colombia                           | Medellín                           | Estadio Atanasio Girardot          | 23 de junio de 1957                | Partido amistoso                   | 1 gol                              |
| Paraguay                           | 5                                  | 0                                  | Uruguay                            | Asunción                           | Estadio Defensores del Chaco       | 14 de julio de 1957                | Eliminatorias Sudamericanas 1958   | 3 goles                            |
| Paraguay                           | 3                                  | 7                                  | Francia                            | Norrköping                         | Estadio Iddrotsparken              | 8 de junio de 1958                 | Copa del Mundo 1958                | 2 goles                            |

Para un total de 6 goles